# Едвард Пейл
Едвард Пейл старший (англ. Edward Peil Sr.; 18 січня 1883 — 29 грудня 1958) — американський актор кіно. З 1913 по 1951 знявся більш ніж в 370 фільмах. Народився в Расіні, штат Вісконсин, помер в Голлівуді, штат Каліфорнія.

## Вибрана фільмографія
- 1918: Ви не можете вірити всьому / (You Can't Believe Everything) — Джим Вілер
- 1924: Залізний кінь / (The Iron Horse) — не позначений у тітрах
- 1943: «Поза законом» / (The Outlaw) — Свонсен